# Königreich von Cusco
Das Königreich von Cusco, auch Cuzco und in Quechua Qosqo oder Qusqu geschrieben, war ein kleines Königreich um die Stadt Cusco und deren Umgebung in den Anden. Es wurde zu Beginn des 13. Jahrhunderts als kleiner Stadtstaat von den Inkas gegründet. Mit der Zeit begann es durch kriegerische Auseinandersetzungen, aber auch friedliche Assimilation zu wachsen und ging schließlich im Inkareich (1438–1533) auf.

## Geschichte
Unter der Führung von Manco Cápac bildeten die Inka den kleinen Stadtstaat Cusco (in Quechua Qosqo). Dies erfolgte in Zusammenhang mit einer langsamen, 20 Jahre andauernden Migrationsbewegung, um den Aymara-Invasionen in ihrem heimatlichen Andenhochland zu entgehen.
1438 n. Chr. begannen die Inka unter dem Kommando des Sapa Inca Pachacútec Yupanqui („Weltenveränderer“) eine weitreichende Expansion. Das Land, das Pachacútec eroberte, hatte etwa die Größe der Dreizehn Kolonien bei Ausbruch der amerikanischen Revolution von 1776 und bestand aus fast dem gesamten Gebiet der Anden.
Pachacútec reorganisierte das Königreich Cusco in ein Reich, das Tahuantinsuyu, das aus einer Zentralregierung mit dem Inka an der Spitze und vier Provinzregierungen mit starken Führern bestand: Chincha Suyu, Anti Suyu, Kunti Suyu und Qulla Suyu. Es war ein föderales System. Die Hauptstadt war Cusco, welche für die Inka das Zentrum der Welt darstellte. Pachacútec soll auch Machu Picchu erbaut haben.
Sapa Inkas
Die Sapa Inca der ersten Dynastie des Königreichs Cusco waren in der Reihenfolge Manco Cápac, Sinchi Roca, Lloque Yupanqui, Mayta Cápac und Cápac Yupanqui. Der Nachweis der staatlichen Organisation stammt aus dem Jahr 1200 n. Chr. Bis 1483 folgten Inca Roca, Yáhuar Huácac und Huiracocha Inca. Über die Bevölkerung ist wenig bekannt. In späteren Jahren bedeutete cápac Kriegsherr und sinchi bedeutete Führer, was zu der Idee beitrug, dass es sich dabei um die Herrscher handelte.